# Venusia pallida
Venusia pallida är en fjärilsart som beskrevs av Edward Alfred Cockayne 1952. Venusia pallida ingår i släktet Venusia och familjen mätare. Inga underarter finns listade i Catalogue of Life.